# ST Kinetics CPW
ST Kinetics CPW (англ. Compact Personal Weapon) – сінгапурський пістолет-кулемет, розроблений ST Kinetics у класі персональної зброї самооборони. Прототип використовує патрон 9×19 мм Парабеллум, але в майбутньому варіанті можна буде змінювати патрон на 5,7×28 мм або 4,6×30 мм.

## Опис
У CPW використовується автоматика з використанням напіввільного затвора з важільним гальмуванням, що має знизити віддачу під час пострілу. Запобіжник зброї, перекладач режимів вогню, руків'я зведення та засувка магазина виконані двосторонніми, однаково зручними як для правшів, так і для шульг. Задня частина пістолетного руків'я прозора, що дозволяє бачити кількість набоїв у частково прозорому магазині. 
Приклад висувний телескопічний. Стандартно йде зі встановленим на верхню рейку Пікатінні коліматорним прицілом, механічного прицілу не має. Друга рейка Пікатінні розташована знизу і призначена для встановлення передньої ручки або інших аксесуарів. Вогонь може вестися одиничними пострілами чи безперервними чергами[джерело?].
Недолік CPW — надмірно високий темп стрільби, який призводить до швидкої витрати набоїв. У зв'язку з тим, що зараз представлені лише прототипи цієї зброї, цілком імовірно, що тактико-технічні характеристики ПП зміняться, тому складно визначити її реальну ефективність. Перевагою є те, що CPW має невеликі розміри та вагу, що зі складеним прикладом дозволяє носити його в спеціальній кобурі подібно до пістолета.

## Оператори

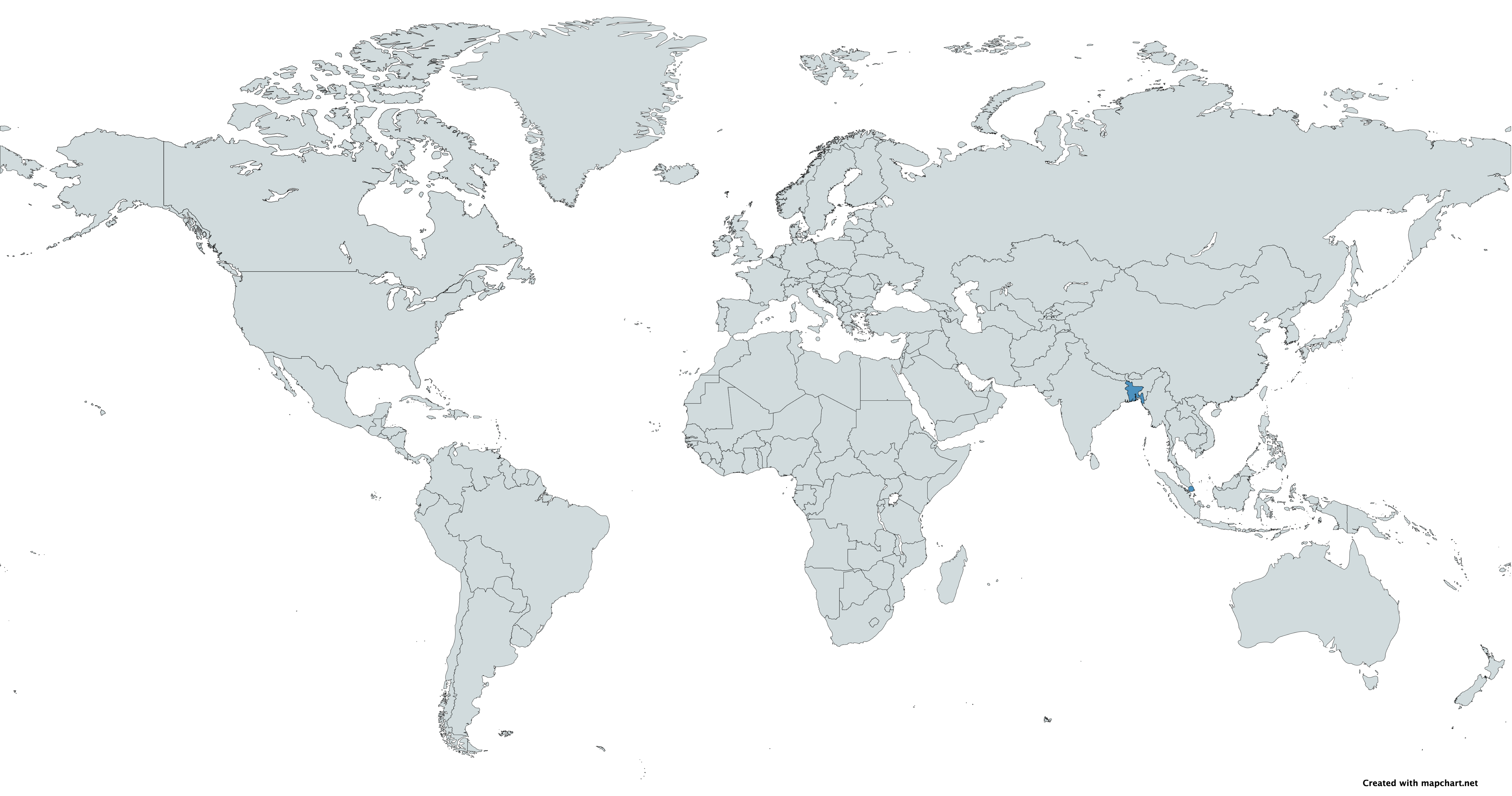
Мапа операторів ST Kinetics CPW

- Сінгапур
- Бангладеш[6]